# L'Œil nu
Pour les articles homonymes, voir Œil nu (homonymie).
L'Œil nu (en allemand Das nackte Auge tandis que la traduction française du titre de la version japonaise serait L'Œil nu voyageur) est un roman de Yōko Tawada publié en 2004. Une partie de ce roman a été adaptée au théâtre par la troupe germano-japonaise installée à Berlin Lasenkan Theater.

## Résumé
Le roman est composé de treize chapitres, dont chacun s'inspire d'un film avec Catherine Deneuve. L'auteur relate ainsi les tribulations d'une jeune Vietnamienne depuis son arrivée à Berlin-Est, sa séquestration à Bochum, son évasion à Paris et son retour à Bochum.

Loin d'être une paraphrase d'extraits de scénarios, il s'agit d'une véritable réécriture dans l'esprit des films. Catherine Deneuve devient l'héroïne et consolation de la protagoniste, qui vit une situation difficile et précaire. Comme elle ne comprend pas un mot de français, elle est très sensible à la musique et aux bruits de langues, notamment la voix de son héroïne.